# GO! (マジシャン)
GO!（ごー、1981年10月21日 - ）は、大阪府東大阪市出身のプロマジシャンであり、 ファイブエンターテイメント株式会社代表取締役。
クロースアップ・マジックからステージマジックまで幅広いジャンルをこなす。2010年、UGM主催のクロースアップマジックコンベンションでは日本人最高位となっている。人口上位2％の知能指数を有する者が参加資格を持つ高IQ集団JAPAN MENSAの会員である。

## 概要
- 大学在学中に始めたマジックの才能が開花し、20歳の時に単身渡米、マジックの本場ロサンゼルスのマジックキャッスルで修行、帰国後はプロマジシャンとして活動。
- 2013年、銀座に会員制マジックバーBAR V（バーファイブ）をオープン。
- 2018年、銀座に会員制ダイニングバーBAR W（バーダブリュー）をオープン。
- メディア媒体での活躍としては、TV番組の出演はもちろん、マジック監修なども行っている。

## テレビ出演
- うわっ!ダマされた大賞 (2011年放送、日本テレビ系列)
- サカスさん
- GO!GO!EIGO
- うんちく・しりすぎ （※出演時の番組名はうんちくクン）
- ザ・ベストハウス123 (フジテレビ系列)
- 感動!オレごはん (東海テレビ)
- とんねるずのみなさんのおかげでしたクリスマス・SP (2009年12月24日、フジテレビ)
- ヤマトナデシコ七変化 (2010年1月15日、TBS)
- にじいろジーン (2014年12月13日、関西テレビ・フジテレビ)
- センニュウ★感 (2015年2月8日、テレビ東京)

## 公演
- GO!GO!Magic Night